# شرکت ناتسومه
شرکت ناتسومه (به ژاپنی: 株式会社 ナツメ社) یک شرکت چاپ ژاپنی است. مرکز این انتشارات در شهر توکیو می‌باشد.